# デシェイ郡 (アーカンソー州)
デシェイ郡（英: Desha County、[dəˈʃeɪ]）は、アメリカ合衆国アーカンソー州の南東部に位置する郡である。2010年国勢調査での人口は13,008人であり、2000年の15,341人から15.2%減少した。郡庁所在地はアーカンソーシティ市（人口366人）であり、同郡で人口最大の都市はデュマス（人口4,706人）である。デシェイ郡は1838年12月12日に設立された州内40番目の郡であり、郡名は米英戦争に参加したベンジャミン・デシェイ大尉に因んで名付けられた。

## 地理
アメリカ合衆国国勢調査局に拠れば、郡域全面積は819.52平方マイル (2,122.5 km2)であり、このうち陸地764.99平方マイル (1,981.3 km2)、水域は54.53平方マイル (141.2 km2)で水域率は6.65%である。デシェイ郡はアーカンソー州南部あるいは南東部に分類される。

### 主要高規格道路
- アメリカ国道65号線
- アメリカ国道165号線
- アメリカ国道278号線
- アーカンソー州道1号線
- アーカンソー州道4号線
- アーカンソー州道159号線

### 隣接する郡
- アーカンソー郡 - 北
- フィリップス郡 - 北東
- ボリバー郡 (ミシシッピ州) - 東
- チコット郡 - 南東
- ドリュー郡 - 南西
- リンカーン郡 - 北西

### 国立保護地域
- ホワイト川国立野生生物保護区（部分）

## 人口動態

人口ピラミッド

以下は2000年の国勢調査による人口統計データである。
| 基礎データ - 人口: 15,341人 - 世帯数: 5,922 世帯 - 家族数: 4,192 家族 - 人口密度: 8人/km2（20人/mi2） - 住居数: 6,663軒 - 住居密度: 3軒/km2（9軒/mi2） 人種別人口構成 - 白人: 50.50% - アフリカン・アメリカン: 46.33% - ネイティブ・アメリカン: 0.35% - アジア人: 0.30% - 太平洋諸島系: 0.03% - その他の人種: 1.73% - 混血: 0.76% - ヒスパニック・ラテン系: 3.16% 年齢別人口構成 - 18歳未満: 28.9% - 18-24歳: 9.0% - 25-44歳: 25.2% - 45-64歳: 22.7% - 65歳以上: 14.2% - 年齢の中央値: 36歳 - 性比（女性100人あたり男性の人口） - 総人口: 87.6 - 18歳以上: 82.9 | 世帯と家族（対世帯数） - 18歳未満の子供がいる: 34.6% - 結婚・同居している夫婦: 46.5% - 未婚・離婚・死別女性が世帯主: 19.9% - 非家族世帯: 29.2% - 単身世帯: 26.9% - 65歳以上の老人1人暮らし: 12.7% - 平均構成人数 - 世帯: 2.57人 - 家族: 3.10人 収入と家計 - 収入の中央値 - 世帯: 24,121米ドル - 家族: 30,028米ドル - 性別 - 男性: 29,623米ドル - 女性: 18,913米ドル - 人口1人あたり収入: 13,446米ドル - 貧困線以下 - 対人口: 28.9% - 対家族数: 23.6% - 18歳未満: 39.6% - 65歳以上: 24.0% |

## 都市と町
| - アーカンソーシティ - 郡庁所在地 - デュマス | - マギーヒー - ミッチェルビル | - ナポレオン、ゴーストタウン - リード | - タイラー - ワトソン |

## 郡区
アーカンソー州の郡はさらに郡区に小区分されている。各郡区には未編入領域と、編入済み自治体がある。現代の郡区にはその維持目的が限られたものになっている。アメリカ合衆国国勢調査局は郡区を元に人口を集計している。また系図調査など歴史的な目的には価値がある。1つ以上の郡区に入っている町や都市は統計調査に基づいて扱われる。デシェイ郡の郡区は下記リストの11区であり、その中に含まれる町や都市を括弧書きしている。
- ボウイ（マギーヒーの大半）
- クレイトン（リード、タイラー、マギーヒーの小部分）
- フランクリン（アーカンソーシティ）
- ヘイリー（マギーヒーの小部分）
- ジェファーソン
- ミシシッピ
- ランドルフ（ミッチェルビル、デュマスの大半）
- レッドフォーク（ワトソン）
- リッチランド
- シルバーレイク
- ウォルナットレイク

## 著名な出身者
- ジム・ハインズ、陸上競技100 m の元世界記録保持者